# Sealy Corporation
Pour les articles homonymes, voir Sealy (homonymie).
Sealy (NYSE : ZZ) (anciennement Sealy Corporation) est une entreprise américaine spécialisée dans la fabrication de matelas. 
La marque est commercialisée par Tempur Sealy International (en). Le siège social est à Trinity (Caroline du Nord). La compagnie tire son nom de la ville où elle a commencé, Sealy, au Texas.

## Historique
En 1881, l'inventeur de la machine égreneuse, Daniel Haynes vivait à Sealy. Il commence à fabriquer des matelas remplis de coton pour ses amis et ses voisins. En 1889, il brevète son invention qui comprime le coton pour utiliser dans ses matelas. Son matelas est devenu si populaire qu'il a été en mesure de vendre les brevets à des fabricants sur d'autres marchés. Le terme matelas de Sealy a alors été inventé pour décrire ce type de production.
En 1906, après une carrière réussie en tant que directeur de publicité, Earl Edwards achète les brevets et acquiert auprès de Haynes les connaissances nécessaires à la fabrication. Edwards donne le nom de Sealy à sa nouvelle entreprise et l'a faite croitre sur l'ensemble du marché national. En raison d'un manque de fonds pour une fabrication en propre, Sealy s'est élargi à l'aide de licences. En 1920, Sealy avait 28 usines sous licence et est devenu la première entreprise de matelas à assurer sa croissance en utilisant un programme de licences[réf. nécessaire]. 
Au cours de la Grande Dépression, l'industrie du matelas est durement touchée. Sealy perd la plupart de ses franchisés et échappe de justesse à la faillite. Elle se consolide alors avec ceux qui survivent pour devenir l'entreprise que l'on connait aujourd'hui sous le nom de Sealy. 
Sealy opère comme un franchiseur depuis son siège de Chicago, et ses franchises sont, selon les termes de leur accord de licence, censées vendre seulement dans une zone commerciale qui n'est pas en conflit avec d'autres franchisés. Le plus grand franchisé, situé à Cleveland, est la société Ohio Mattress Company (fondée par la famille Wuliger et toujours gérée par Ernest M. Wuliger), a décidé d'ignorer ces restrictions et a vendu sur les marchés réservés à d'autres franchisés. Le conflit qui s'ensuit entraîne la société Ohio Mattress Company à déposer une plainte pour actions anticoncurrentielles contre Sealy en 1971. L'issue du procès a lieu quinze années plus tard avec une victoire quasi-totale des matelas de l'Ohio Mattress Company. Ne pouvant trouver les 77 millions de dollars US nécessaires au paiement de l'indemnité, Sealy, Incorporated et tous les franchisés sauf un, ont été forcés de vendre leurs actions à l'Ohio Mattress Company qui devient alors le plus gros fabricant de literie et de matelas au monde,
La banque d'affaires Gibbons Green Van Amerongen sort Sealy de la côte en bourse lors d'un LBO en avril 1989, transaction qui fait empocher 965 millions de dollars US aux actionnaires de Sealy. La First Boston fait un crédit-relai pour racheter l'entreprise juste au moment où la société d'investissement Drexel Burnham Lambert est en difficulté en raison de l'assèchement du marché des junk bonds (obligation pourrie), ce qui coince la banque avec son crédit-relai. La transaction échouée, connue sous le nom de burning bed, a conduit à un ralentissement dramatique des acquisitions avec l'effet de levier (LBO). La Gibbons Green Van Amerongen fait faillite et la First Boston est forcée de se revendre à la banque Crédit suisse.
En 1990, l'Ohio Mattress Company décida de reprendre le nom Sealy, qu'elle avait acquis lors du rachat Sealy Inc. En 1998, Sealy annonce que son siège déménage de Cleveland à High Point, en Caroline du Nord.
Bain Capital et une équipe de cadres dirigeants de Sealy ont acquis la société en 1997. En 2004, la société est rachetée par Kohlberg Kravis Roberts & Co. et une équipe de dirigeants de Sealy. La transaction a été estimée à 1,5 milliard de dollars mais comprend un important recours à la dette. La compagnie reste hors côte jusqu'en 2005. Mais le 30 juin de la même année, elle annonce son introduction en bourse.  Le financement dégagé par cette opération devait servir à rembourser la dette, financer les opérations, et à payer la société de capital-investissement Kohlberg Kravis Roberts pour, selon Sealy, « mettre fin à nos obligations futures en vertu de notre accord de services de gestion ».
En septembre 2012, Tempur-Pedic International (TPX) a annoncé un accord sur le rachat de Sealy (NTSE:ZZ) pour environ 229 millions de dollars US. 
Le siège social de l'entreprise se trouve à Trinity (Caroline du Nord). Bien que selon son site internet, Sealy affirme être le plus grand fabricant de matelas au monde, Tempur-Pedic avait plus de chiffre d'affaires que Sealy en 2011. Sealy a 25 usines aux États-Unis et représente 17,8 % des ventes de matelas aux USA. Sealy vend la majorité de ses matelas sous ses trois marques principales : Sealy Posturepedic, Stearns & Foster et Bassett.

## Marchés outre-mer
La compagnie opère et fabrique des matelas dans plusieurs pays dont l'Australie, les Bahamas, le Canada, Colombie,  Israël, la Jamaïque, le Japon, la Nouvelle-Zélande, l'Afrique du Sud, la Thaïlande et le Royaume-Uni. 
En 1995, l'entreprise a commencé à exporter directement en Corée du Sud ; en 1996, Sealy a commencé la fabrication et la vente au Mexique ; en 2011, Sealy a ouvert sa première usine de fabrication en Chine. Les 10 000 mètres carrés de l'usine aux abords de Shanghai sont une coentreprise (Sealy China), qui est détenue et exploitée par Sealy Inc., et Sealy Australie. 